# Р354 (Росія)
Автошлях Р354 (Єкатеринбург — Курган) — російська автомобільна дорога федерального значення в Свердловській і Курганській областях. Дорога має смужність 2х1, протяжністю 372 км.
Вона з'єднує Єкатеринбург, найбільше місто Уралу, з Курганом на південному заході. Починаючи від кільцевої дороги Єкатеринбурга, деякий час вона збігається з магістральною дорогою Р351, потім розгалужується на південний схід і веде переважно в район Кургану. В Кургані зустрічається з головною дорогою Р254 «Іртиш».